# Johnnywood
Johnnywood was een Vlaams tv-programma waarin Dré Steemans ('Felice') in de rol van manager Johnnywood en Katrien Devos als zijn secretaresse Noëlla op zoek gingen naar nieuw talent. Verder deden ook o.a. Kamagurka, Herr Seele en Hugo Matthysen mee in de reeks.
Het programma debuteerde in 1988 op de toenmalige BRT.